# HMS Resolution (1892)
El HMS Resolution fue un acorazado pre-dreadnought de la clase Royal Sovereign de la Marina Real Británica. El barco fue construido por Palmers Shipbuilding and Iron Company, comenzando con la colocación de su quilla en junio de 1890. Fue botado en mayo de 1892 y, después de completar las pruebas, fue puesto en servicio en la Flota del Canal el siguiente diciembre. Estaba armado con una batería principal de cuatro cañones de 13,5 pulgadas y una batería secundaria de diez cañones de 6 pulgadas. El barco tenía una velocidad máxima de 16,5 nudos.
El Resolution sirvió en el Escuadrón del Canal hasta 1901; participó en la Revisión de Flota del Jubileo de diamante de Victoria del Reino Unido y en varias maniobras en el Atlántico y en los accesos del suroeste. Fue puesto nuevamente en servicio como buque de guardacostas más tarde en 1901 y se sometió a una reparación en 1903, tras lo cual sirvió en Sheerness como buque de guardia portuario, antes de entrar en la Reserva de la Flota en Chatham en junio de 1904. Sufrió daños mientras participaba en maniobras combinadas en 1906, y fue puesto nuevamente en servicio en la División de Servicios Especiales de la Home Fleet el año siguiente. Fue dado de baja en agosto de 1911 y amarrado en Motherbank para su eliminación, antes de ser vendido como chatarra en abril de 1914 y remolcado a los Países Bajos para ser desguazado el mes siguiente.